# Santa Cruz de la Serós
Santa Cruz de la Serós é um município da Espanha na província de Huesca, comunidade autónoma de Aragão, de área  km² com população de 145 habitantes (2007) e densidade populacional de 5,93 hab/km².

## Demografia
| Variação demográfica do município entre 1991 e 2004 | Variação demográfica do município entre 1991 e 2004 | Variação demográfica do município entre 1991 e 2004 | Variação demográfica do município entre 1991 e 2004 |
| --------------------------------------------------- | --------------------------------------------------- | --------------------------------------------------- | --------------------------------------------------- |
| 1991                                                | 1996                                                | 2001                                                | 2004                                                |
| 138                                                 | 162                                                 | 152                                                 | 161                                                 |